# Vantoux
Vantoux é uma comuna francesa na região administrativa de Grande Leste, no departamento de Mosela. Estende-se por uma área de 2,45 km². Em 2010 a comuna tinha 856 habitantes (densidade: 349,4 hab./km²).